# Dumbrava (gmina w okręgu Mehedinți)
Dumbrava – gmina w Rumunii, w okręgu Mehedinți. Obejmuje miejscowości Albulești, Brâgleasa, Dumbrava de Jos, Dumbrava de Mijloc, Dumbrava de Sus, Golineasa, Higiu, Rocșoreni, Valea Marcului, Varodia i Vlădica. W 2011 roku liczyła 1574 mieszkańców.